# Pirate of Love
Pirate of Love è un  singolo della cantante pop italiana Sabrina Salerno.

## Descrizione
Prodotto da Giorgio Moroder, il brano è incluso nell'album Super Sabrina uscito nel 1988. Il brano è stato pubblicato come singolo in diversi paesi europei tra il 1988 e il 1989. Il brano era stato già lanciato nel 1986 da Giorgia Fiorio.